# Philipp Friedrich Beck
Philipp Friedrich Beck (* 22. August 1768 in Tübingen; † 9. Oktober 1821 in Bern) war ein deutscher Apotheker und Chemiker.

## Leben
Beck erlernte in der Apotheke von Christian Gottlieb Gmelin in Tübingen die Pharmazie und wurde 1790 in die Matrikel der Universität Tübingen eingetragen. 1800 legte er sein Apothekerexamen in Bern ab und erwarb 1804 in Murten das Bürgerrecht. Er war unter dem Apotheker S.F. Benteli in der Berner Apotheke tätig und pachtete dann die Wagnersche Apotheke „neben Pfistern“. 
Im Wintersemester 1807/1808 war er Dozent für pharmazeutische Chemie an der  Akademie in Bern und 1813, nach dem Tod von Professor J.H. Beck, Professor der Chemie und Pharmazie.
Als Dozent der bernischen Akademie hielt er die erste amtliche Vorlesung in theoretischer Pharmazie und Rezeptierkunst. Die Lehrbücher von Karl Gottfried Hagen und Sigismund Friedrich Hermbstädt dienten ihm als Grundlage seiner Vorlesung.
Während er in der Apotheke von Benteli tätig war, entwarf er auf dessen Vorschlag hin Aräometer mit Skalen und Gravimeter für feste Körper nach Beschreibung von  Guyton. Er war ein Spezialist auf diesem Gebiet und seine Aräometer verbreiteten sich über ganz Europa.